# Israel ném bom đại sứ quán Iran ở Damascus
Ngày 1 tháng 4 năm 2024, Israel đã ném bom một tòa nhà phụ lãnh sự Iran bên cạnh cạnh đại sứ quán Iran ở Damascus, Syria, giết chết 16 người, bao gồm một chỉ huy cấp cao lực lượng Quds của Quân đoàn Vệ binh Cách mạng Hồi giáo (IRGC), chuẩn tướng Mohammad Reza Zahedi, và bảy sĩ quan IRGC khác. Hai thường dân bị thiệt mạng trong vụ tấn công. Vụ oanh kích diễn ra trong giai đoạn căng thẳng gia tăng giữa Israel và Iran, và trong giai đoạn diễn ra chiến tranh Israel–Hamas và xung đột Israel–Hezbollah.
Nhiều quốc gia và tổ chức quốc tế đã lên án vụ oanh kích này. Ngày 13 tháng 4 năm 2024, Iran đã đáp trả bằng các cuộc oanh kích bằng tên lửa và máy bay không người lái vào Israel. và Iran tuyên bố họ chủ yếu nhắm vào các căn cứ nơi cuộc tấn công vào lãnh sự quán đã được Israel tiến hành.